# Lijst van beelden in Elburg
Dit is een (onvolledige) chronologische lijst van beelden in Elburg. Onder een beeld wordt hier verstaan elk driedimensionaal kunstwerk in de openbare ruimte van de Nederlandse gemeente Elburg, waarbij beeld wordt gebruikt als verzamelbegrip voor sculpturen, standbeelden, installaties, gedenktekens en overige beeldhouwwerken.
| Geplaatst | Omschrijving                        | Kunstenaar                                                                | Straat                                             | Plaats     | Materiaal                 | Afbeelding |
| --------- | ----------------------------------- | ------------------------------------------------------------------------- | -------------------------------------------------- | ---------- | ------------------------- | ---------- |
| 18e eeuw  | Leeuw met stadswapen                | onbekend, dit beeld stond oorspronkelijk op de Westertoegang in Amsterdam | Bij de brug over de stadsgracht naar de Beekstraat | Elburg     | steen                     |            |
| 1948      | C. Tonnet                           | Titus Leeser                                                              | Tonnetkazerne                                      | 't Harde   |                           |            |
| 1948      | Verzetsmonument of Heldenmonument   | Titus Leeser                                                              | Bolwerk                                            | Elburg     |                           |            |
| 1953      | Artilleriemonument                  | W.A.H. Boellaard en G.A. van der Graft                                    | Eperweg                                            | 't Harde   | natuursteen               |            |
| 1964      | Oorlogsmonument                     | Jan Antonie de Melker                                                     | Veldweg/Oude Kerkweg                               | Doornspijk | brons                     |            |
| 1969      | Het Hardense reetje                 | Olaf van Overbeek                                                         | Houtrustweg                                        | Elburg     | Franse kalksteen          |            |
| 1977      | Oorlogsmonument                     | Onbekend                                                                  | Joodse begraafplaats                               | Elburg     | natuursteen               |            |
| 1985      | Joods monument                      | Onbekend                                                                  | Jufferenstraat                                     | Elburg     | natuursteen               |            |
| 1988      | Moeder met kinderen                 | Willem Gerrit van de Hulst jr.                                            | Kloostertuin                                       | Elburg     | brons                     |            |
| 2001      | Zonder titel                        | Truus van Buren                                                           | Oostelijke Rondweg                                 | Elburg     | gegalvaniseerd plaatstaal |            |
| 2004      | Short Stirling-monument             | onbekend                                                                  | Drostenweg                                         | Doornspijk | propeller                 |            |
| ?         | De vier evangelisten                | Hans van Coevorden                                                        | Bij de Sint-Nicolaaskerk                           | Elburg     | steen                     |            |
| ?         | Monument voor Theodore Bachenheimer | onbekend                                                                  | Eperweg                                            | 't Harde   | hout en brons             |            |
| ?         | De Panfluitist                      |                                                                           | St. Agnietenhofje                                  | Elburg     | brons                     |            |
| ?         | Hommage aan Weleer                  | Martha Waijop                                                             | Havenkade                                          | Elburg     | brons                     |            |
| ?         | Scheepje                            |                                                                           | Havenkade                                          | Elburg     |                           |            |